# يوتيوب كيدز
يوتيوب كيدز (بالإنجليزية: YouTube Kids) هو تطبيق وموقع أمريكي للفيديوهات المخصصة للأطفال طورته شركة يوتيوب، وهي شركة تابعة لجوجل. يوفر التطبيق إصداراً مخصصاً للأطفال، مع محددات منسقة للمحتوى، وأدوات التحكم الأبوي إضافة لفلترة مقاطع الفيديو ذات المشاهد غير الملائمة للأطفال المولدين في الأعوام 2008 أو 2012 أو 2016 أو أقل، أو الذين تتراوح أعمارهم بين 3 إلى 12 عامًا، حسب الفئة العمرية المختارة.
أُطلق التطبيق بداية للهواتف في 15 من شباط سنة 2015، لنظامي Android  وios، ثم نسخة أخرى لـ LG وSamsung و Sony smart TVs بالإضافة لأجهزة Android TV. وتوفرت نسخة منه في 27 أيار في العام 2020 لـ Apple TVs. وفي شهر أيلول من عام 2019، أصبح متوفراً في 69 دولة من ضمنها هونج كونج. أطلقت يوتيوب نسخة يوتيوب كيدز على الويب في 30 آب من العام 2019.
انتقد التطبيق من قبل الجمعيات الحقوقية، وبالأخص جمعية من أجل طفولة خالية من التجارة، وذلك بسبب مخاوف من استخدامه لغرض الإعلانات التجارية، إضافة لخوارزميات التطبيق التي قد تقترح فيديوهات غير مناسبة للجمهور المستهدف، أحيط التطبيق بعدة اتهامات مثيرة للجدل كالفيديوهات المزعجة/ أو العنيفة والتي تصور شخصيات إعلامية مشهورة للأطفال. دفع هذا النقد شركة يوتيوب إلى أن تصرح بأنها ستكون صارمة أكثر في مراجعة وتصفية الفيديوهات التي يُبلغ عنها من قبل المجتمع. ومنع هذه الفيديوهات من إمكانية الوصول في تطبيق يوتيوب كيدز.

## الميزات

### المحتوى
يحتوي التطبيق على أربع فئات: «الموصى به» و «العروض» و «الموسيقى» و «تعلم»، وتتميز الفئات بمحتوى لقنوات تعتبر مخصصة للأطفال، في شهر آب من العام 2016 حُدث التطبيق ليشمل ميزة ما يعرف سابقاً باليوتيوب الأحمر (وحالياً يوتيوب بريميوم أو «اليوتيوب الفاخر»)، والذي يتيح للمشتركين ميزة التشغيل بلا إعلانات، وفي الخلفية، وبدون اتصال. وفي فبراير عام 2017 قدمت يوتيوب مسلسلات أصلية لمشتركي يوتيوب برميوم أو «يوتيوب الفاخر»، تستهدف يوتيوب كيدز خصيصاً شارك فيها: دان تي دي إم وفروت نينجا كروابط فائقة وملوك الأطلسي، ثم قدمت يوتيوب قائمة تشغيل خاصة لحملات المناصرة في يوتيوب كيدز، مثل #أقرأ_بمفردي (وهي عبارة عن سلسة من الفيديوهات متكونة بشكل أساسي من الطباعة الحركية) لتشجيع محو الأمية، و#تعلمت_اليوم (والتي تتضمن قائمة تشغيل للبرامج ومقاطع الفيديو للتخصصات: العلوم والتكنولوجيا والهندسة والرياضيات)، «واجعله صحياً ومرحاً» (وهو تعاون مع مارك وباو جاسول لتعزيز نمط الحياة الصحي للأطفال).
ثم حُدث التطبيق في تشرين الثاني عام 2017 لإضافة أوضاع واجهة مستخدم إضافية مصممة لفئات عمرية مختلفة، بداية من واجهة الاستخدام البسيطة الحالية (المخصصة للأطفال الأصغر سناً)، إلى واجهة أكثر تعقيداً للأطفال الأكبر سناً.
بعدها أضافت يوتيوب في أيلول من العام 2018 خيارات جديدة للفئات العمرية المختلفة مرتبطة بالمحتوى الموجود في يوتيوب «الأصغر سناً» و «الأكبر سناً»، فبقي تصنيف «الأصغر سناً» خليطًا من المحتوى المقدم سابقاً، أما تصنيف «الأكبر سناً» فأضيف له محتوى من أنواع مختلفة، مثل الطبيعة والألعاب والموسيقى. وفي آب عام 2019 أُضيف قسم جديد في فئة «الأصغر سناً» وهي فئة «ما قبل المدرسة» والتي تركز على «الإبداع، والمرح والتعلم والاستكشاف».

## الرقابة الأبوية
يتميز يوتيوب بخاصية إعدادات الرقابة الأبوية حيث تمكن الوالدين من تحديد وقت الشاشة، وتقييد وصول المستخدمين لأدوات البحث. يستطيع الوالدان استخدام كلمة مرور أو حسابهم الخاص بجوجل لحماية هذه الإعدادات وتهيئة عدة ملفات شخصية لتناسب تجاربهم

## الاستقبال
أعربت كل من جمعية من أجل طفولة خالية من التجارة ومركز الديمقراطية الرقمية عن قلقها بشأن الإعلانات في تطبيق يوتيوب كيدز، بحجة أن الأطفال في التطبيق لن يكونوا قادرين على تمييز الإعلانات عن المحتوى، لذا أضيف لاحقاً ما يسمى بالمصدات أو النتوءات القصيرة التي تفصل المحتوى عن الإعلان. 

## توفر يوتيوب كيدز في بلاد آخرى
في عام 2021 ضهر يوتيوب كيدز في جميع البلاد وفي الوطن العربي

### اللغات الذي ظهر فيها
- العربية
- الإنجليزية
- اليابانية
- التركية
- الألمانية
- الصينية
- الفرنسية
- الإسبانية
- الفيتنامية

بالإضافة إلى 8 لغات أخرى

## إعلانات
الإعلانات بالتطبيق تعتبر محدودة، فقط الإعلانات التي تأتي قبل الفيديو هي التي يمكن أن تظهر.
وقد منعت عدة أنواع من الفيديوهات في بعض التحديثات، مثل فيديوهات (التغدية، الألعاب، المشروبات). وفقط 4 إشهاريين مصرح لهم برفع الفيديوهات الإعلانية في الوقت الحاضر.

## وصلات خارجية
- الموقع الرسمي